# 锯齿虎属
锯齿虎属（学名：Homotherium），通常称为锯齿虎、似剑虎或似剑齿虎，是一屬劍齒虎，生存於300-1萬年前的北美洲、歐亞大陸及非洲。牠們最初於150萬年前在非洲消失，並於3萬年前在欧亚大陆消失，最後於1萬年前在北美洲滅絕。

## 解剖

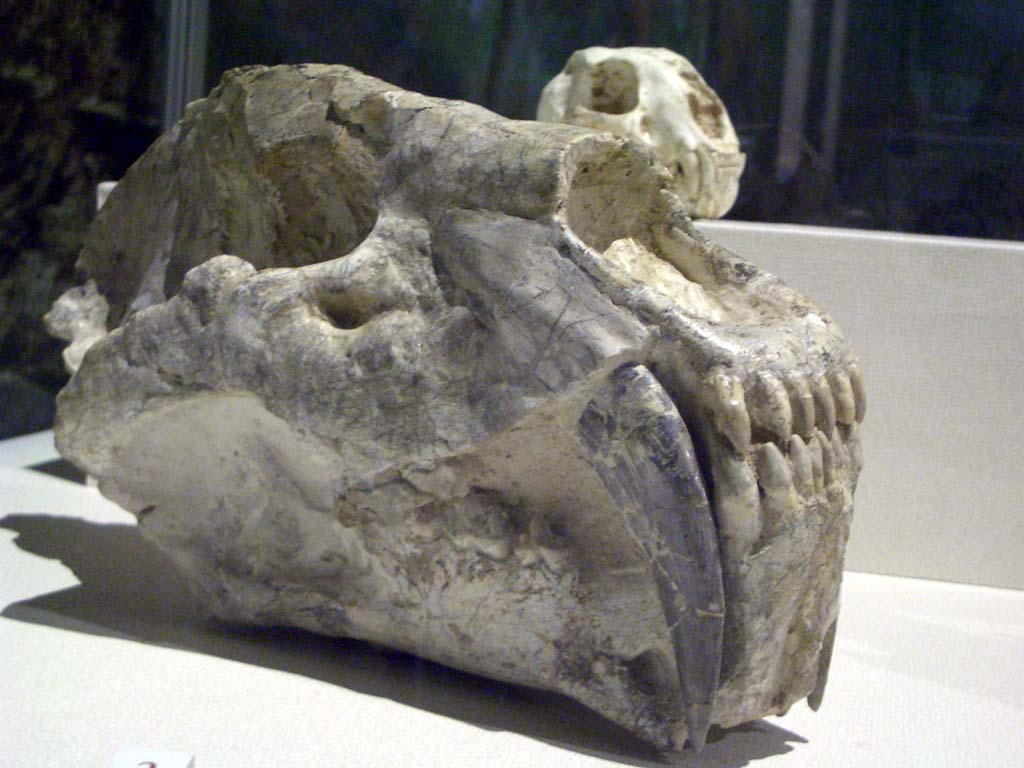
锯齿虎的颅骨

锯齿虎肩高达1.1米，约有狮子的大小。相对于一些剑齿虎亚科，如刃齿虎或巨颏虎，锯齿虎的上犬齿較短，但卻是扁平及有锯齿的。門齒及下犬齒是強力的刺及抓的組合。在現存的貓科中，只有虎有如此巨大的門齒，可以幫助提起獵物。牠們的臼齒則較弱，並不適合咬碎骨頭。牠的頭顱骨較劍齒虎的長，並有完好發育的矢狀嵴。下頜骨下有向前的邊緣，可以保護半月彎的犬齒。牠的巨大犬齒有細小的圓齒，很適合大咬。
锯齿虎的外觀像貓，但身體特徵卻在大型的貓科中算是不尋常。锯齿虎的四肢比例像鬣狗。前肢較長，而後肢則呈蹲下的姿勢，且是部份蹠行的，故背部傾斜向下。後肢的特徵顯示牠們一般能夠跳躍。盆骨包括薦骨脊骨都像熊的，尾巴共有13節脊骨，只有長尾巴貓科的一半。
锯齿虎的鼻孔很大及呈方形，很像獵豹的，估計是容許更快的吸入氧氣，幫助快速奔跑及冷卻腦部。獵豹腦部的視覺皮層很大及複雜，故相信锯齿虎在日間的視覺很好，而非像一般貓科的夜間視覺。

## 分佈及物種
锯齿虎可能自短劍劍齒虎演化而來。在更新世時期，牠們在大部份歐亞大陸及北美洲地方出沒，到了更新世中期（約150萬年前），更擴展至非洲。锯齿虎在歐亞大陸生存至約3萬年前，而在北美洲的晚锯齿虎生存則至1萬年前。
锯齿虎有幾個物種在歐亞大陸發現，包括阔齿锯齿虎、钝齿锯齿虎等。牠們之間主要分別在於其犬齒及體型。不過體型大都是約有現今大型貓科的大小。
非洲有兩個物種，包括H. aethiopicum及H. hadarensis，但牠們很難與歐亞大陸的物種分辨。牠們在非洲於約150萬年前消失。在北美洲於上新世出現了相似的物種晚鋸齒虎。在阿拉斯加及德克薩斯州的幾個位點都有發現锯齿虎的遺骸。在北美洲南部锯齿虎更與劍齒虎共同生活，而在北部則是牠們的天下。美洲锯齿虎最初被命名為Dinobastis。
雖然在歐亞大陸、非洲及北美洲有大量的锯齿虎遺骸被發現，但卻很少有完整的骨骼。其中一同最著名的锯齿虎位點：德克薩斯州的福瑞森漢洞（Friesenhahn cave），共發現了30頭似劍齒虎，連同過百頭幼猛獁象及幾隻恐狼。

## 食性及棲息地
美國德克薩斯州的福瑞森漢洞（Friesenhahn cave），共發現了超過30个锯齿虎个体，並且有300-400頭幼哥倫比亞猛獁。除了猛獁象以外，在洞裡只有其他很少的獵物物種，故似劍齒虎（或是恐狼）似乎不可能是將腐屍帶來洞中。牠們這種專獵殺某一類及年齡的動物，對於吃腐肉的生活模式是很不方便的。
對於锯齿虎與長鼻目及犀牛遺骸在全球上的關連，尤其是與幼體，顯示牠們是選擇性地獵殺厚皮的動物，且有可能是成群獵食的。锯齿虎的衰落可能是因大型草食性哺乳動物於更新世消失有關。在北美洲，锯齿虎的化石較同期的劍齒虎為少，可能是因牠們居於高緯度及海拔有關，亦可能是因牠們適應了較寒冷的地區來獵食猛獁象。
大量的獵物亦顯示锯齿虎可能是成群獵食的。短爪、纖幼的四肢及傾斜的背部都適合在開放的地方持久的奔跑。

## 外部連結
- Saber-toothed Cats at Lioncrusher's Domain
- American Scimitar Cat
- Saber-toothed cat jaw（页面存档备份，存于）